# Slavenopstand van Berbice

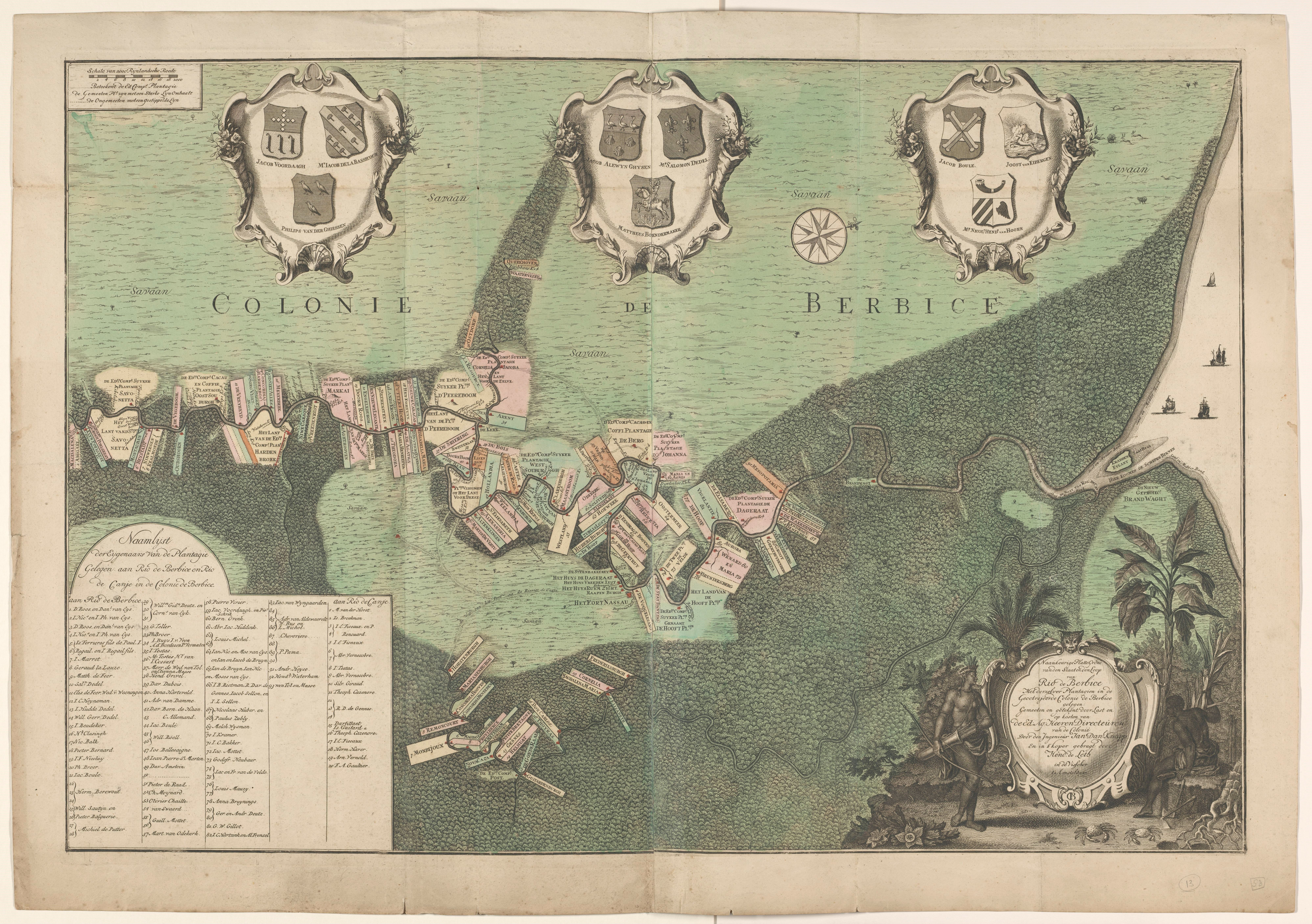
Plantages in de kolonie Berbice (1742, noorden is rechts)

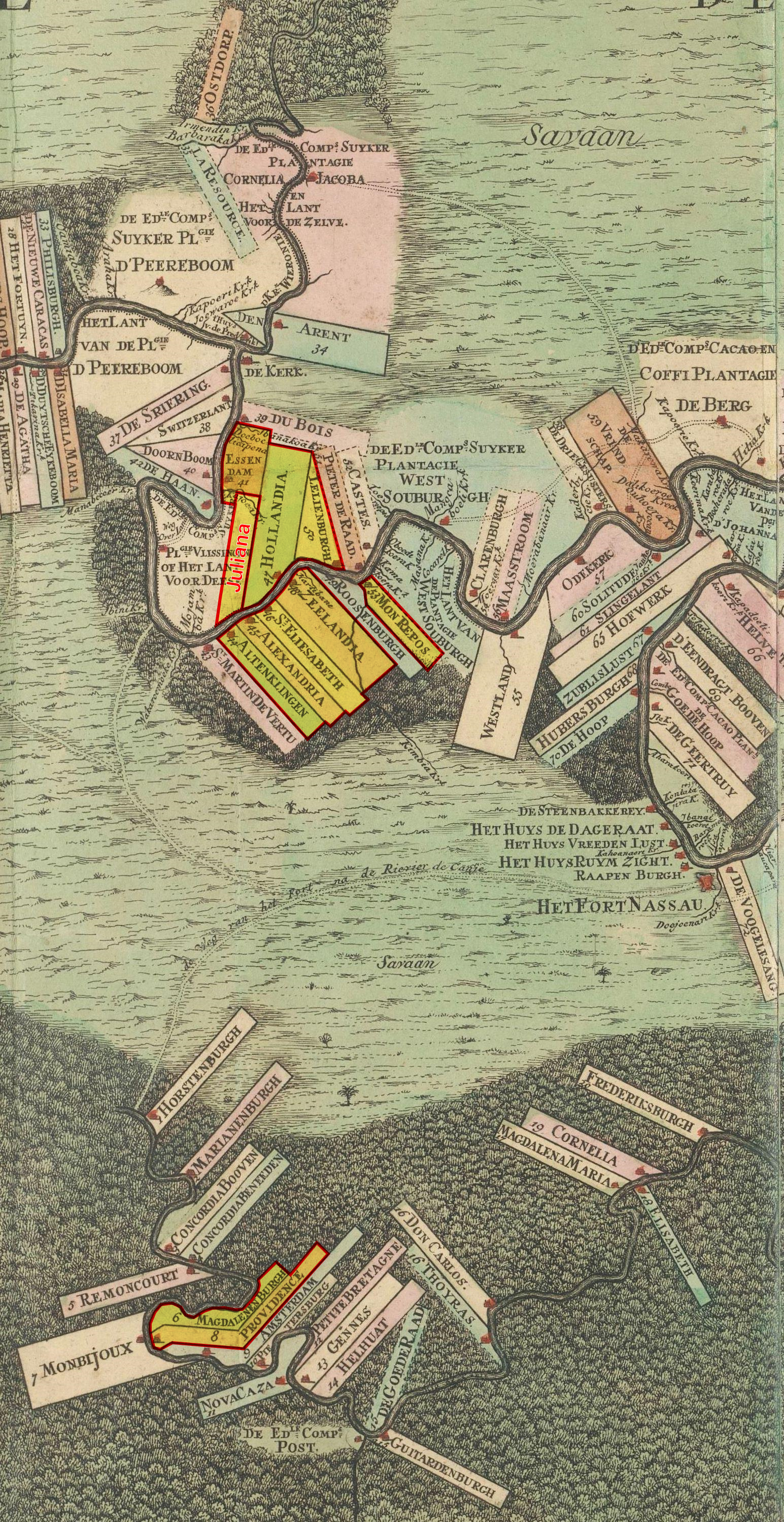
Opstandige plantages in Berbice in maart 1763

Op 23 februari 1763 kwamen de slaven in de Nederlandse kolonie Berbice in opstand onder leiding van Cuffy, Cosala, Accabre, Atta, Akara en Goussari. In die tijd telde de hele kolonie slechts 346 blanken (mannen, vrouwen en kinderen) en 3833 Afrikaanse slaven. Vrijwel alle blanken ontvluchtten hun plantages. Ongeveer veertig van hen vonden de dood. De opstandelingen hielden het grootste deel van Berbice gedurende tien maanden bezet. Plantages werden verwoest, huizen verbrand en suikermolens onklaar gemaakt. Bij de onderdrukking van de opstand vonden 1800 slaven de dood.

## Begin van de opstand
De opstand begon op 23 februari 1763 in de plantages Magdalenenburgh en Providence aan de Canje-rivier, en sloeg daarna over naar de plantage Hollandia aan de Berbice-rivier. Vanuit de aangrenzende plantage Lelienburgh vielen Cuffy en zijn mensen de plantages Juliana (Vlissingen), Mon Repos, Essendam, St. Elizabeth, Alexandra en Altenklingen, Hollandia en Zeelandia aan en namen ze in. De blanke kolonisten verschansten zich op plantage De Peereboom en Fort Nassau. Plantage De Peereboom werd op 3 maart 1763 aangevallen en de hierheen gevluchte blanken werden gevangengenomen. De overige Europeanen die nog niet in de handen van de opstandelingen waren gevallen, staken op bevel van de gouverneur van Berbice op 8 maart Fort Nassau in brand en trokken stroomafwaarts terug, eerst naar plantage De Dageraad, en daarna naar Fort Sint-Andries bij de riviermond in het huidige New Amsterdam.
Op 2 april deed Cuffy een vredesvoorstel: Berbice zou worden verdeeld tussen de blanken en de Afrikanen. De gouverneur van Berbice Wolfert Simon van Hoogenheim rekte tijd door niet onmiddellijk een antwoord te sturen. Ondertussen zocht hij hulp in de nabijgelegen kolonies Suriname en Essequibo.

## Eerste tegenaanval
De gouverneur van Essequibo Laurens Storm van 's Gravesande stuurde een schip via Sint Eustatius naar Nederland om hulp te vragen. Het bericht van de opstand bereikte de commandeur van Sint Eustatius Jan de Windt op 28 maart, die stuurde twee schepen met respectievelijk 88 en 66 soldaten die op 13 mei in Berbice aankwamen. De aanval op de opstandelingen werd ingezet, die echter met grote verliezen werd teruggeslagen.
Verdeeldheid onder de rebellen en het arriveren van versterkingen voor de Nederlanders leidden ertoe dat de opstand uiteindelijk werd neergeslagen. Akara leidde niet-afgesproken aanvallen op De Dageraad, op een moment waarop Europese versterking aangekomen was, en het Afrikaanse slavenleger leed zware verliezen. Cuffy kreeg een hevig meningsverschil met Akara. Akara werd afgezet en gedwongen te werken tussen de manschappen. Vervolgens sloot Akara een bondgenootschap met Atta tegen Cuffy. Kort daarna pleegde Cuffy zelfmoord. Uiteindelijk splitste Atta zich met zijn groep ook af van het slavenleger.

## Onderdrukking van de opstand
In november hadden de kolonisten een legermacht georganiseerd, bestaande uit de lokale militie, Europese hulptroepen van Suriname, Essequibo, Sint Eustatius en uit de Republiek, mulatten, Afrikanen (slaven) en indiaanse bondgenoten (Cariben en Akawaio), en begonnen ze een offensief. Het doel was om de velden waar de rebellen hun gewassen verbouwden te verwoesten en om de plantages te heroveren. Door honger en gebrek zouden de slaven zich dan uiteindelijk overgeven. Op schepen zeilden ze de rivier de Berbice op en zonden patrouilles uit. De rebellen die de schepen zagen aankomen, vluchtten vaak weg, na de plantages alsnog af te branden. Slaven die terugkeerden om zich over te geven vertelden van de onderlinge verdeeldheid en de honger die ze leden; er werden sporen van kannibalisme gevonden. Uiteindelijk lukte het de kolonisten om de plantages te heroveren en militaire posten uit te zetten. Er waren geen blanke soldaten beschikbaar omdat deze vrijwel allemaal ziek waren geworden. Patrouilles werden dan ook gelopen door de indianen, mulatten en Afrikanen. Toen in december een regiment infanterie onder bevel van marinekolonel Jan Marius de Salve uit de Republiek aankwam, werd deze dan ook meteen ingezet om de uitgeputte soldaten te vervangen. Akara en Goussari werkten uiteindelijk samen met de Nederlanders, en hebben zo 600 slaven in Nederlandse handen gebracht. Ze namen deel aan de aanval op Accabre en zijn groep op 23 maart 1764, die een eind maakte aan de opstand. Ze wisten Atta op 14 april ook gevangen te nemen. Het duurde de gehele zomer van 1764 totdat de laatste rebellengroepen waren verslagen. Bij de herovering van de kolonie op de slaven kwamen meer dan 1800 slaven om.

## Executies

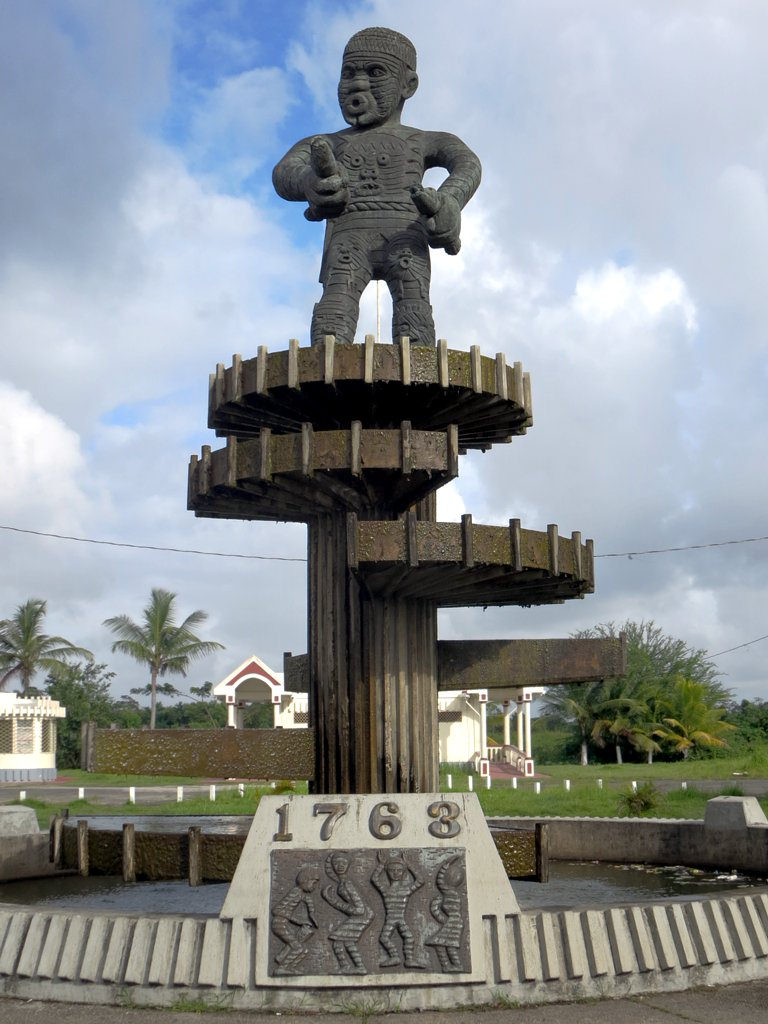
Het 1763 Monument op het Plein van de Revolutie in Georgetown, Guyana, is ontworpen door de plaatselijke kunstenaar Philip Moore. Het herdenkt Cuffy, leider van de slavenopstand in 1763 op de suikerplantage van Berbice.

Op 27 april werden Atta en 32 rebellenleiders publiekelijk geëxecuteerd. Atta, die werd beschouwd als de wreedste van de rebellenleiders, en die veel blanken had vermoord, werd op wrede wijze gedood: hij werd aan een paal gebonden, waar hij omheen kon lopen. Met gloeiende tangen werd vervolgens om de zeven à acht minuten een stuk vlees van zijn lichaam gescheurd. Deze marteling duurde ruim drie uur. Daarna werd hij langzaam levend verbrand; hij stierf pas na ruim een half uur. Nog vijf anderen werden levend verbrand, zonder genadeslag; acht anderen, onder wie een zekere Vrouw Johanna, die enkele blanke vrouwen op de meest gruwelijke wijze had vermoord en hun bloed zou hebben gedronken, werden geradbraakt zonder genadeslag; 18 anderen werden gehangen. Op 16 juni werden wederom 32 rebellen geëxecuteerd. Op 14 december werden de laatste acht rebellenleiders geëxecuteerd, waarna een algeheel pardon werd afgekondigd voor alle slaven.

## Afwikkeling
Kolonel De Salve keerde met zijn regiment terug naar Nederland, met achterlating van een garnizoen van 100 man onder leiding van majoor Louis Henri Fourgeoud, dat het jaar erop zou terugkeren. Akara en Goussari konden niet worden achtergelaten vanwege hun rol in de opstand, en reisden mee naar de Republiek, waar ze als beloning in dienst mochten bij het regiment van De Salve. De Salve werd bevorderd, en zijn regiment werd officieel opgenomen in het leger als Regiment Nationalen nr. 19 (Mariniers). Fourgeoud, als veteraan van de campagne in Berbice en expert in de oorlog tegen opstandige slaven, werd in 1772 benoemd tot kolonel en commandant van een regiment mariniers (later Regiment Nationalen nr. 21) dat naar Suriname werd gestuurd om daar de marronguerrilla onder leiding van Boni te bestrijden.
De slavenopstand van Berbice was de eerste serieuze poging van een grote groep slaven in Guyana om hun vrijheid terug te winnen. Ook was het de eerste georganiseerde poging van slaven om hun vrijheid te herwinnen in het hele Amerikaanse continent en een eigen staat te vormen.
Na de slavenopstand ontwikkelden de koloniale machthebbers plannen voor de bouw van een nieuw fort, en later voor allerlei gouvernementsgebouwen. Ten slotte werd besloten tot de bouw van het stadje Nieuw Amsterdam. In 1796 werd Berbice echter door de Britten veroverd.